# Girolamo Maria Gotti
Dom Frei Girolamo Maria Gotti, O.C.D. (Gênova,  29 de março de 1834 — Roma,  19 de março de 1916), ou Jerônimo Maria Gotti (como ficou conhecido no Brasil), foi cardeal da Igreja Católica Apostólica Romana.
Foi papável durante o Conclave de 1903, sendo o oponente provável do secretário de estado do Papa Leão XIII, Mariano Rampolla. Apesar de ser o principal concorrente de Rampola nas primeiras votações, no fim, o cardeal Giuseppe Sarto foi eleito Papa Pio X. É de se notar que nunca houve um papa carmelita. De fato, Gotti foi o único cardeal carmelita a ser considerado um candidato sério ao papado desde que a ordem foi fundada há mais de oitocentos anos.

## Biografia
Nascido Antonio Giovanni Benedetto, foi o segundo dos cinco filhos de Caterina Schiappacasse e Filippo Gotti, estivador natural de Bérgamo. Um irmão seu, que era carregador no porto de Gênova, foi condenado por homicídio. Antonio foi batizado no dia seguinte ao de seu nascimento, e recebeu o sacramento do crisma em 14 de abril de 1846, aos doze anos.
Cursou o liceu e a escola jesuíta em Gênova. Em 1849, entrou para a Ordem dos Carmelitas Descalços e, em 7 de novembro de 1850, recebeu o nome religioso de Girolamo Maria dell'Immacolata Concezione (Jerônimo Maria da Imaculada Conceição). Depois de sua profissão como religioso, um ano depois, em Loano, completou seus estudos para o sacerdócio na mesma localidade, sendo ordenado em 20 de dezembro de 1856, pelo bispo de Albenga, Raffaele Biale, na catedral de Albenga. Celebrou sua primeira missa em Gênova, no Natal.
Em 1857, retornou a Loano, iniciando seu ministério e continuou seus estudos literários. Em novembro de 1858, tornou-se leitor de filosofia e publicou o Compendio della vita di S. Giovanni della Croce, e no mesmo mês foi enviado ao convento de S. Anna, em Gênova, onde permaneceu até 1868; lecionou matemática e ciências naturais na Escola Real para cadetes navais onde se destacou por sua cultura e capacidade didática.
No Primeiro Concílio Vaticano, em 1870, atuou como téologo do Superior de sua ordem, Padre Domenico di San Giuseppe, e, em 1881, ele próprio foi eleito superior da ordem (cargo em que se manteve até 1897). Frei Girolamo Maria foi eleito procurador-geral de sua ordem em 21 de abril de 1872, no convento de S. Maria della Scala. Eleito superior geral em outubro de 1881; por causa da hostilidade do governo italiano, o superior geral assumiu o título de comissário geral; reeleito em 11 de maio de 1889, no convento de S. Anna, Gênova; durante seu mandato como superior geral, ele visitou as províncias da Áustria, Baviera, França, Bélgica, Inglaterra e Irlanda e as missões carmelitas na Síria. Consultor da Sagrada Congregação de Propaganda Fide, 10 de julho de 1884. Consultor da Sagrada Congregação dos Bispos e Regulares, 1888. Recebeu do papa a condecoração da cruz de ouro da Pro Ecclesia et Pontifice em 30 de dezembro de 1888. Consultor da Suprema Sagrada Congregação do Santo Ofício, 12 de abril de 1889. Examinador apostólico do clero romano, 3 de fevereiro de 1890.
Eleito arcebispo titular de Petra pelo Papa Leão XIII em 22 de março de 1892. Consagrado no 27 de março seguinte, em Roma, pelo cardeal Lucido Maria Parocchi, bispo de Albano e vigário geral de Roma, assistido por Antonio Aiuti, arcebispo titular de Acrida, secretário da Sagrada Congregação de Propaganda Fide, e por Augusto Berlucca, bispo titular de Elenopoli. Nomeado internúncio no Brasil em 19 de abril de 1892; chegou ao Brasil em 3 de junho e apresentou suas credenciais ao presidente do Brasil no dia 13 de junho seguinte. Arcebispo Girolamo desempenhou um papel importante na mediação entre as diferentes facções durante a guerra civil que grassava no Estado de São Paulo. Em 16 de outubro de 1895, recebeu o telegrama promovendo-o ao cardinalato e retornou a Roma. Durante o exercício de sua função no país, em 1893, Dom Frei Jerônimo Maria Gotti foi o responsável por implementar a bula papal que, entre outras coisas, erigiu novas dioceses (Amazonas, Paraíba, Niterói e Curitiba) e promoveu a reorganização das circunscrições eclesiásticas do Brasil. Também foi recebido como sócio do Instituto Histórico e Geográfico Brasileiro.
Criado cardeal no consistório de 29 de novembro de 1895; recebeu o barrete vermelho e o título de S. Maria della Scala, diaconia elevada pro illa vice, 2 de dezembro de 1895. Era incomum um internúncio ser promovido ao cardinalato. Membro da comissão cardinalícia para a administração dos bens da Santa Sé e da igreja de S. Gioacchino, 1 de janeiro de 1896. Presidente da comissão da Sagrada Congregação dos Bispos e Regulares "pro revisione delle Costitutzioni degli Istituti di voti simplici", 21 de fevereiro de 1896. Prefeito da Sagrada Congregação das Indulgências e Relíquias, 1 de dezembro de 1896. Camerlengo do Sagrado Colégio dos Cardeais, de 1896 a 19 de abril de 1897. Membro da comissão cardinalícia para a revisão das constituições da Ordem dos Frades Menores para sua reunificação em uma família religiosa, 13 de fevereiro de 1897; membro da comissão para a reforma da Dataria Apostólica, 16 de junho de 1897; membro da Suprema Sagrada Congregação do Santo Ofício, 14 de novembro de 1898. Prefeito da Sagrada Congregação de Bispos e Regulares, 20 de novembro de 1899 até 29 de julho de 1902. Membro da comissão cardinalícia "Pro eligendis episcopis Italiae", 3 de janeiro de 1900. O papa confiou a ele uma visita apostólica ao Líbano.
Presidente da Comissão para Examinar as Constituições das novas Congregações. Prefeito da Sagrada Congregação de Propaganda Fide e Ritos Orientais, 29 de julho de 1902 até 26 de fevereiro de 1916, quando, devido a uma doença grave, foi dispensado do cargo pelo Papa Bento XV e sucedido pelo Cardeal Giulio Serafini como pró-prefeito. Protetor do Pontifício Colégio Norte-Americano, Roma, 1902-1916. Após a morte do Cardeal Parocchi em 15 de janeiro de 1903, ele foi nomeado protetor da Ordem dos Carmelitas Descalços em 21 de janeiro seguinte, tomou posse em 19 de abril seguinte. Membro do coetus cardinalício "Pro unione Ecclesiarum dissidentuim", 23 de janeiro de 1903. Participou do conclave de 1903, que elegeu o Papa Pio X. Gotti era um provável sucessor de Leão XIII, mas era visto como muito diferente do falecido papa. No primeiro escrutínio do conclave, ele teve 17 votos.
Membro da comissão "Pro Jure canonico colligendo et codificando", 2 de abril de 1904. Em 1906, ele quase morreu após sofrer de um ataque agudo de pneumonia. Membro das Sagradas Congregações Consistorial e de Religiosos, 20 de outubro de 1908. Em 30 de dezembro de 1909, Cardeal Girolamo foi nomeado protetor em Roma dos Colégios da Irlanda, da Escócia e da América do Norte. Protetor do novo Collegio Polacco em Roma, 25 de agosto de 1910. Relator da causa de beatificação da Venerável Serva de Deus Teresa di Gesù Bambino (Pequena Flor), 12 de abril de 1911. Participou do conclave de 1914, que elegeu o Papa Bento XV.
Em 25 de setembro de 1915, desmaiou em seu escritório e caiu, batendo a cabeça no chão, sofrendo uma leve concussão cerebral. Gotti viveu a vida simples de um monge. Embora vivesse em um palácio com vista para o Fórum de Trajano, levava uma vida modesta. Faleceu em 19 de março de 1916, às 15h45, de anemia senil progressiva, após ter sobrevivido às últimas semanas por meio do estímulo de injeções, no Palazzo di Propaganda Fide, piazza di Spagna. As exéquias solenes ocorreram na terça-feira, 21 de março de 1916, na igreja de S. Maria della Scala, seu título. Sepultado na capela da Ordem Carmelita no cemitério de Campo Verano, Roma. Em 21 de março de 1966, seus restos mortais foram transferidos para a capela de S. Giovanni Battista na igreja de S. Maria della Scala.